# Aston Somerville
Aston Somerville est une localité anglaise située dans le comté du Worcestershire.